# Schealtiël
Schealtiël ist im Alten Testament der Sohn Jojachins, eines Königs von Juda und der Vater Serubbabels.

## Etymologie
Der Name Schealtiël (hebräisch שְׁאַלְתִּיאֵל Schəʾaltiʾel) ist ein Satzname. Der erste Teil שְׁאַלְתִּי schə’alti ist eine 1. Person Sg. Pas. des Verbs šaʾal, das „fragen / bitten“ bedeutet. Der zweite Teil, das Substantiv אֵל el „Gott“, ist als Objekt des Verbs aufzufassen. Der Name ist übersetzt also „ich habe Gott gebeten“. Weiter ist eine Kurzform des Namens überliefert, welche שַׁלְתִּיאֵל schaltiʾel lautet (z. B. Hag 1,12 ). Diese ist vermutlich durch Kontraktion entstanden. In der Septuaginta heißt der Name Σαλαθιηλ Salathiēl, Josephus schreib davon abweichend Σαλαθίηλος Salathiēlos.
In diesem Namen klingt der Dank einer lange kinderlos gebliebenen Mutter wieder, welche zu Gott um einen Sohn flehte und endlich erhört wurde.

## Biographie
Schealtiël war nach 1 Chr 3,17  möglicherweise der Sohn Jojachins, wobei der entsprechende Bibelvers verschiedene Deutungen zulässt, nach welchen Schealtiël auch ein Enkel Jojachins sein könnte. In diesem Fall hieße sein Vater Assir.
Ebenso unsicher ist, ob Schealtiël der Vater Serubbabels war. Zwar sprechen Esr 3,2  und weitere Stellen von „Serubbabel, dem Sohn Schealtiëls“, in 1 Chr 3,19  wird aber als Vater Serubbabels Pedaja, der Bruder Schealtiëls genannt. Schealtiël ist also entweder Vater oder Onkel Serubbabels.
Schealtiël wird in den Stammbäumen Jesu im Neuen Testament in Mt 1,12  und Lk 3,27  aufgeführt.